# Kernkraftwerk Tschernobyl
Das Kernkraftwerk Tschernobyl (ukrainisch Чорно́бильська АЕС Tschornobylska AES, russisch Чернобыльская АЭС им. В. И. Ленина Tschernobylskaja AES im. W. I. Lenina) ist ein ehemals sowjetisches Kernkraftwerk im Norden der heutigen Ukraine. Es wurde von 1970 bis 1983 erbaut. 1978 ging der erste Reaktorblock in Betrieb, im Jahr 2000 wurde der letzte verbliebene Block außer Betrieb genommen.
Im Kraftwerk ereignete sich am 26. April 1986 die Nuklearkatastrophe von Tschernobyl, bei der der Reaktor des Blocks 4 explodierte. Sie gilt als bisher weltweit schwerster Unfall in einem Kernkraftwerk.
Es werden fortgesetzt Rückbau- und Sicherungsmaßnahmen am Kraftwerk durchgeführt.

## Lage
Das Kraftwerk liegt im äußersten Norden der Ukraine nahe der ukrainisch-belarussischen Grenze am Ufer des Flusses Prypjat. Es gehört zum Rajon Wyschhorod im Oblast Kiew. Etwa 4 km entfernt liegt die 1986 evakuierte Stadt Prypjat und 18 km entfernt das ebenfalls evakuierte Tschornobyl. Kiew ist etwa 140 km entfernt. Das Kraftwerk ist Teil der Sperrzone von Tschernobyl.

## Planung und Bau
Das Kraftwerk wurde ursprünglich mit einer Kapazität von 2000 MW geplant. Zur Auswahl standen drei verschiedene Reaktortypen; zwei RK-1000, vier WWER-440 oder zwei RBMK-1000. Nach genauer Planung des Projektes fiel aufgrund der Wirtschaftlichkeit die Wahl auf zwei Reaktoren vom Typ RBMK (Beschluss des Ministerrats der Sowjetunion vom 19. Juni 1969/14. Dezember 1970). Damit wurde Tschernobyl die dritte Anlage mit Reaktoren vom Typ RBMK-1000. Während der Bauzeit wurden weitere Blöcke geplant und der Ausbau auf bis zu sechs Blöcke genehmigt.
Das Kraftwerk in der heutigen Form wurde etwa von 1970 bis 1983 erbaut. Eigens für das Kraftwerk wurde Ende der 1960er/Anfang der 1970er Jahre am Prypjat ein Kühlsee angelegt. Mit dem Bau der Blöcke 5 und 6 wurde der Kühlsee erweitert. Das Kraftwerk galt in der Sowjetunion in den 1980er Jahren als Musteranlage.

## Reaktortechnik

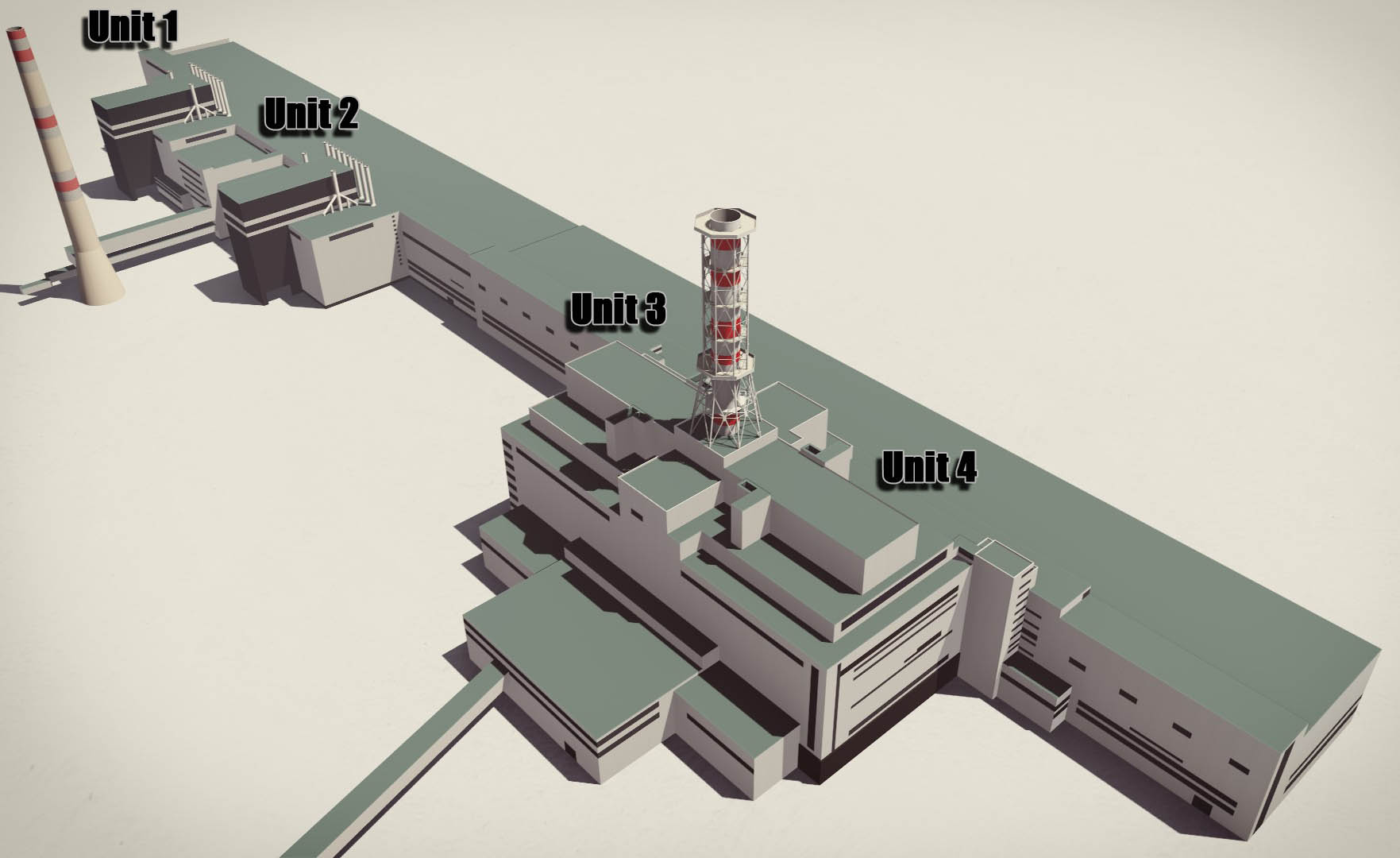
3-D-Grafik der Reaktorblöcke und der Turbinenhalle

Bei den für Tschernobyl eingesetzten und geplanten Reaktoren handelte es sich um solche des Typs RBMK-1000 der ersten (Blöcke 1 und 2) und zweiten Generation (Blöcke 3 und 4). Diese graphitmoderierten, wassergekühlten Siedewasser-Druckröhrenreaktoren sowjetischer Bauart weisen schwerwiegende Sicherheitsmängel auf. Jedem Reaktor waren zwei Generatoren zugeteilt, die in einer für alle vier Blöcke gemeinsamen Turbinenhalle mit einer Länge von fast 800 m untergebracht waren. Die Reaktoren verfügten von 1983 bis 1986 über eine thermische Maximalleistung von 12,8 Gigawatt, die eine elektrische Bruttoleistung von insgesamt 3,8 Gigawatt erzeugten. Die im Kernkraftwerk aktiven Reaktoren waren geeignet, Waffenplutonium zu erzeugen, das auch im laufenden Betrieb entnommen werden konnte.

## Blöcke

### Block 1

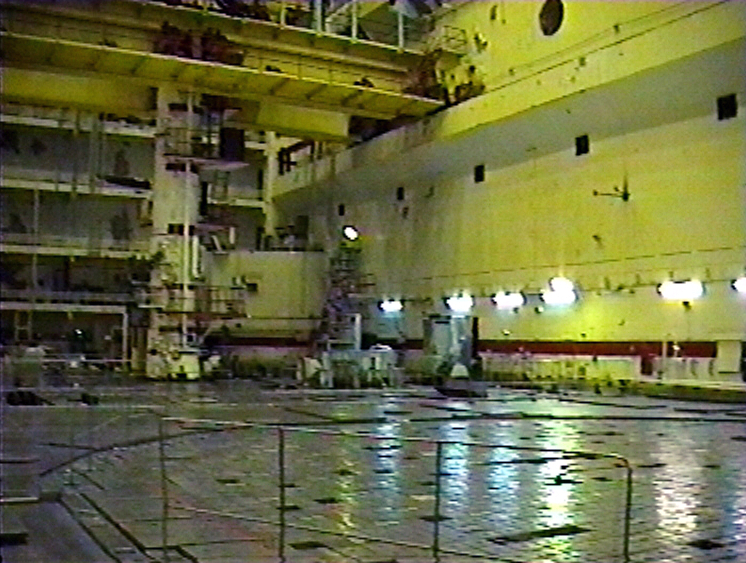
Innenaufnahme von Block 1

Block 1 wurde 1977 fertiggestellt. Am 1. September 1982 wurde ein zentrales Brennelement durch Überhitzung infolge eines Bedienungsfehlers zerstört. Erhebliche Mengen an Radioaktivität traten aus, die radioaktiven Gase gelangten bis zur Stadt Prypjat. Bei der Reparatur wurden mehrere Arbeiter einer deutlich überhöhten Strahlendosis ausgesetzt, der Unfall wird mit Kategorie INES 5 gelistet. Block 1 ging schließlich im November 1996 vom Netz, nachdem die Betriebsdauer mit Beschluss vom 20. Oktober 1993 ein letztes Mal um drei Jahre verlängert worden war.

### Block 2
Block 2 wurde 1978 fertiggestellt. Während längerer Zeit bestand ein Leck im Abklingbecken für abgebrannte Brennelemente. Der Austritt geringer Mengen an Radioaktivität wird vermutet. Am 11. Oktober 1991 kam es nach einer Wasserstoffexplosion zu einem Großbrand in der Turbinenhalle, das Dach stürzte teilweise ein und einer der beiden Generatoren wurde schwer beschädigt. Da die manuelle Reaktorabschaltung gelang, wurde der Reaktor selbst nur minimal beschädigt und es trat kaum Radioaktivität aus. Nach Kostenabschätzungen für eine mögliche Reparatur wurde vorerst damit abgewartet. In dieser Zeit des Zerfalls der Sowjetunion beschloss die ukrainische Regierung, Block 2 zunächst auf Warteposition zu halten. Am 20. Oktober 1993 entzog sie die Betriebserlaubnis für Block 2 und legte den Reaktor endgültig still.

### Block 3
Block 3 wurde 1981 fertiggestellt und lief am längsten von allen Blöcken. Er bildet mit dem Block 4 einen Doppelblock. Im Oktober 1993 wurde die Betriebsdauer um weitere sieben Jahre verlängert. Am 29. März 2000 wurde die Abschaltung von Block 3 und damit die Stilllegung des Kernkraftwerks beschlossen, welche am 15. Dezember 2000 – auch auf Druck und nach Ausgleichszahlungen der Europäischen Union – durchgeführt wurde.

### Block 4
Block 4 wurde 1983 fertiggestellt und bildet mit Block 3 und dem dazwischenliegenden Hilfsanlagengebäude einen Doppelblock. Am 26. April 1986 kam es zu einer Kernschmelze und Explosion des Reaktorkerns, wodurch der Block vollständig zerstört wurde. Große Teile des radioaktiven Inventars gelangten in die Umwelt. Das Graphit, mit dem der Reaktor moderiert wurde, geriet in Brand und konnte erst Tage später gelöscht werden. Der Landstrich um den Reaktor musste geräumt werden und ist bis heute unbewohnbar. Die mit dem Rauch in große Höhe gelangte Radioaktivität wurde nach Westen getrieben und bewirkte einen radioaktiven Niederschlag (Fallout) über Nord- und Mitteleuropa. Diese Havarie machte den Ortsnamen „Tschernobyl“ zum Synonym für die Gefahren der Kernenergie und die unabsehbaren Folgen eines Super-GAUs. Über Block 4 wurde 1986 notdürftig eine Schutzhülle („Sarkophag“) errichtet. Ab 2010 wurde diese erneuert.

### Block 5 und 6

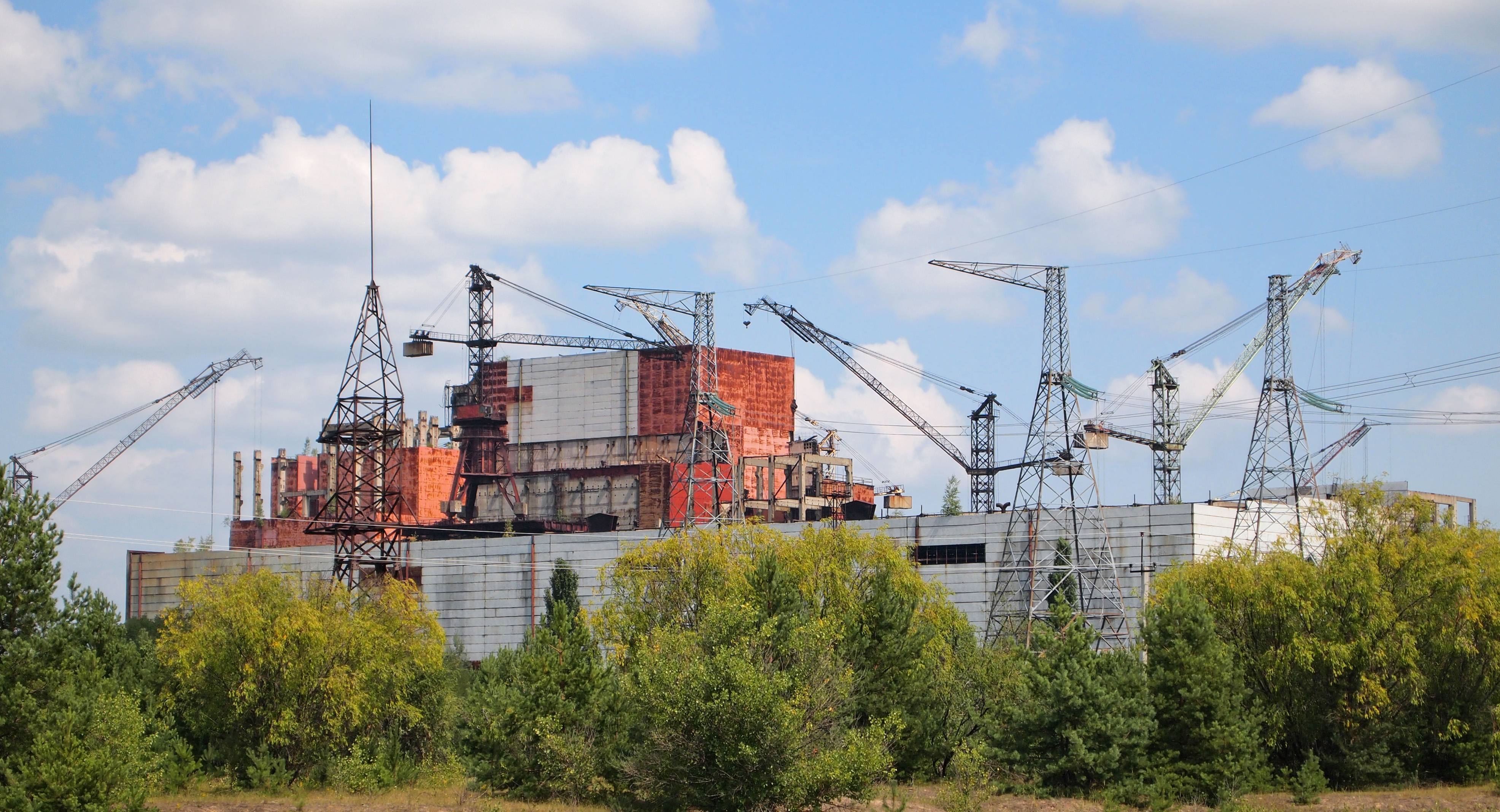
Die Bauruinen von Block 5 und 6

Die Blöcke 5 und 6 waren ab 1981 etwas abseits der Blöcke 1 bis 4 im Bau. Block 5 hätte im Herbst 1986 den Probebetrieb aufnehmen sollen, Block 6 war 1986 zur Hälfte fertiggestellt. Auch nach dem Unfall in Block 4 wurde zunächst an beiden Blöcken weitergebaut. Durch die hohe radioaktive Belastung des Gebiets mussten die Bauarbeiten aber im Januar 1988 eingestellt werden. Beide Blöcke wurden mit einem Schutzanstrich vor Witterung und Alterung geschützt. Die UdSSR plante, die Blöcke nach Absinken der Radioaktivität fertigzustellen. Die 1991 unabhängig gewordene Ukraine hatte jedoch nicht den politischen Willen und die finanziellen Mittel zur Fertigstellung.

### Daten der Reaktorblöcke
| Reaktorblock  | Reaktortyp | Elektr. Netto- leistung | Elektr. Brutto- leistung | Thermische Leistung | Baubeginn  | Netzsyn- chronisation | Kommer- zieller Betrieb | Abschal- tung           |
| ------------- | ---------- | ----------------------- | ------------------------ | ------------------- | ---------- | --------------------- | ----------------------- | ----------------------- |
| Tschernobyl-1 | RBMK-1000  | 740 MW                  | 0800 MW                  | 3200 MW             | 01.03.1970 | 26.09.1977            | 27.05.1978              | 30.11.1996              |
| Tschernobyl-2 | RBMK-1000  | 925 MW                  | 1000 MW                  | 3200 MW             | 01.02.1973 | 21.12.1978            | 28.05.1979              | 11.10.1991 (beschädigt) |
| Tschernobyl-3 | RBMK-1000  | 925 MW                  | 1000 MW                  | 3200 MW             | 01.03.1976 | 03.12.1981            | 08.06.1982              | 15.12.2000              |
| Tschernobyl-4 | RBMK-1000  | 925 MW                  | 1000 MW                  | 3200 MW             | 01.04.1979 | 22.12.1983            | 26.03.1984              | 26.04.1986 (zerstört)   |
| Tschernobyl-5 | RBMK-1000  | 950 MW                  | 1000 MW                  | 3200 MW             | 01.12.1981 | –                     | –                       | Bau 1988 eingestellt    |
| Tschernobyl-6 | RBMK-1000  | 950 MW                  | 1000 MW                  | 3200 MW             | 01.12.1983 | –                     | –                       | Bau 1988 eingestellt    |

## Die Arbeit im Kernkraftwerk
Bis zur Reaktorkatastrophe 1986 kamen die meisten Arbeiter aus der eigens für das Kraftwerk erbauten Stadt Prypjat. Nach deren Evakuierung wohnen die meisten Arbeiter in der neu errichteten Ersatzstadt Slawutytsch. Die Arbeit war – trotz sehr hoher Strahlenbelastung – vergleichsweise attraktiv: einerseits durch eine äußerst gute Bezahlung, andererseits durch den Zwei-Wochen-Zyklus: zwei Wochen (normale) Arbeitszeit, zwei Wochen frei. Bis zur Abschaltung des letzten Blocks im Jahr 2000 arbeiteten bis zu 9000 Menschen im Kraftwerk, danach weniger.

## Bedeutung für die Energieversorgung
Das Kraftwerk hatte für die Energieversorgung der UdSSR und vor allem für die ab 1991 unabhängige Ukraine eine sehr hohe energiepolitische Bedeutung. Es lieferte ungefähr ein Sechstel des auf ukrainischem Gebiet erzeugten Atomstroms, was etwa 4–10 % der Gesamtstrommenge entsprach. Nur dieser Hintergrund macht es erklärbar, weshalb das Kraftwerk noch 14 Jahre lang nach dem Unfall weiterbetrieben wurde und weiterhin viele Menschen in diesem Gebiet arbeiteten.
Die Ukraine litt an dem fehlenden Strom aus dem KKW Tschernobyl. Für den Ersatz der fehlenden Kapazität gab es drei verschiedene Konzepte: die Vollendung von drei sichereren Reaktoren in der Ukraine, deren Bau bereits fortgeschritten war, der Bau eines Gaskraftwerks mit 3.000 MW Leistung nahe der Stadt Slawutytsch, das einem Teil der Angestellten von Tschernobyl Arbeit geben könnte, oder die Modernisierung von einigen Kohlekraftwerken. Man stellte später die jeweils zu 80 % fertiggestellten Kernkraftwerksblöcke Chmelnyzkyj 2 und Riwne 4 vom Typ WWER-1000 fertig.

## Ab 2000

Der radioaktive Niederschlag (Verstrahlung durch Caesium-137) rund um das Kraftwerk im Jahr 1996.

### Nach der Stilllegung
2006 waren noch ungefähr 3000 Personen mit Überwachungs- und Wartungsarbeiten beschäftigt. Am 23. April 2008 wurde der letzte Kernbrennstoff entfernt. Am gleichen Tag nahm in der Zone am Kraftwerk die Atommüll-Verarbeitungsanlage Vektor den Betrieb auf. Dort soll begonnen werden, die kontaminierten Teile in der Zone zu verarbeiten, um diese für eine Endlagerung vorzubereiten.
Am 12. Februar 2013 stürzte das Dach der Halle 70 m vom Sarkophag entfernt auf einer Fläche von 600 m² unter Schneelast partiell ein. Der 75 m hohe und sehr markante Abluftkamin der Blöcke 3 und 4 wurde von Oktober bis Dezember 2013 mithilfe eines Großkranes demontiert, auch um den neuen Sarkophag in die vorgegebene Position schieben zu können.
Im Jahr 2022 befanden sich noch etwa 21.000 abgebrannte Brennelemente auf dem Gebiet der Blöcke 1–3 und verbliebene Kernbrennstoffe in der Ruine von Block 4.

### Neubau des Sarkophags
Nach der Vertragsunterzeichnung im August 2007 wurde über dem alten Sarkophag von 2010 bis 2016 die neue Schutzhülle, New Safe Confinement (NSC) durch das Konsortium Novarka errichtet. Zum 26. Jahrestag der Reaktorkatastrophe wurde am 26. April 2012 der Grundstein für das NSC von Reaktor 4 gelegt. Nach den ursprünglichen Plänen sollte die neue Schutzhülle rund 935 Millionen Euro kosten und bis 15. Oktober 2015 fertiggestellt sein. Mit einer neuen Finanzierung konnte im November 2014 ein drohender Baustopp abgewendet werden. Am 14. November 2016 wurde mit dem Verschieben der neuen Schutzhülle (auch als „Arka“ bezeichnet) in Richtung des Sarkophags begonnen. Ihre endgültige Position hatte die Schutzhülle am 29. November 2016 erreicht und sollte im November 2017 in Betrieb genommen werden. Aufgrund der hohen Strahlenbelastung der alten Bausubstanz verzögerte sich jedoch die Inbetriebnahme. Am 25. April 2019 vermeldete die Europäische Bank für Wiederaufbau und Entwicklung (EBWE) den Abschluss eines 72-Stunden-Testbetriebs der Schutzhülle. Die offizielle Inbetriebnahme im Beisein des ukrainischen Präsidenten Wolodymyr Selenskyj erfolgte am 10. Juli 2019.
Die ca. 270 m lange, 100 m hohe und 30.000 t schwere Schutzhülle gilt zur Zeit der Errichtung als das größte mobile Bauwerk der Welt. Sie soll das Ziel erfüllen, 100 Jahre lang den Austritt radioaktiver Stoffe zu verhindern.

### Strukturen für den Rückbau des Kernkraftwerkes
Neben dem NSC sind auf dem Gelände des Kernkraftwerkes noch weitere Gebäude errichtet, die spezielle Aufgaben bei der Entsorgung und Demontage des Kraftwerkes übernehmen sollen.
Die Einrichtung „Interim Spent Fuel Storage Facility“ sollte 2018 ihren Betrieb aufnehmen. In ihr sollen die über 20.000 Brennelemente aus den Reaktorblöcken 1, 2 und 3 verarbeitet, getrocknet und zerkleinert werden, die seit Oktober 2013 ein altes Nasslager völlig ausfüllen. Die verarbeiteten Brennelemente sollen dann in Metallfässern in Betonmodulen auf dem Gelände für mindestens 100 Jahre gelagert werden. Anschließend soll diese Einrichtung wieder abgebaut werden.
Bereits fertiggestellt ist die Behandlungsanlage „Liquid Radioactive Waste Treatment Plant“. In ihr soll flüssiger radioaktiver Abfall, der bislang auf dem Gelände in Tanks aufbewahrt wird, in feste Form umgewandelt werden, damit dieser auch in Containern über lange Zeit gelagert werden kann.

### Ukraine-Krieg seit 2022
Das Gelände des Kernkraftwerkes Tschernobyl wurde am 24. Februar 2022, dem Tag des russischen Einmarsches in die Ukraine, von aus Belarus kommenden russischen Truppen eingenommen. Die Einheiten hatten ein Jahr zuvor militärische Übungen im Kernkraftwerk Kursk abgehalten, das beinahe identisch zur Anlage in Tschernobyl war. Die leichtbewaffneten ukrainischen Sicherheitskräfte hatten aus Sorge um die Sicherheit des Kernkraftwerks kapituliert. Die Truppen wurden in der russischen Presse als Helden gefeiert und der kommandierende General Sergei Burakow und Oberst Andrei Frolenkow wurden als Held der Russischen Föderation ausgezeichnet. Beide wurden von der Europäischen Union sanktioniert. Die militärische Besetzung eines Kernkraftwerks war ein Präzedenzfall und eine Verletzung des Genfer Abkommens von 1949 über den Schutz von Zivilpersonen in Kriegszeiten. Rafael Grossi, Generaldirektor der Internationalen Atomenergie-Organisation (IAEO), erklärte, dass „jeder bewaffnete Angriff auf und jede Bedrohung von Kernanlagen, die friedlichen Zwecken dienen, einen Verstoß gegen die Grundsätze der Charta der Vereinten Nationen, des Völkerrechts und der Satzung der Organisation darstellt“.
Am 8. März meldete der Betreiber Ukrenergo, dass infolge der Kämpfe eine Stromleitung beschädigt worden sei, sodass das Kraftwerk zur Aufrechterhaltung der Kühlung von abgebrannten Brennelementen auf Notstromgeneratoren angewiesen sei. Diese könnten die Kühlung jedoch nur 48 Stunden gewährleisten, anschließend drohe der Austritt von Strahlung. Die Datenfernleitung sei ebenfalls ausgefallen. Daraufhin forderte der ukrainische Außenminister Dmytro Kuleba Russland zu einer Waffenruhe auf, damit der Stromanschluss repariert werden könne.
Bereits zuvor hatte die IAEO das Abschneiden des Kraftwerkes von der Außenwelt gerügt und Russland dafür kritisiert, dass es den ca. 200 Mitarbeitern seit der Eroberung keinen Schichtwechsel mehr ermöglicht habe, sodass diese seit etwa zwei Wochen im Dauereinsatz seien. Die IAEO äußerte, dass die Stromversorgung zwar ein wesentlicher Sicherheitsfaktor sei, die Abklingbecken aber groß genug seien, um die Wärme auch ohne aktive Kühlung abzuleiten. Daher sehe sie keine „kritische Auswirkung auf die Sicherheit.“ Laut IAEO wurden die zerstörten Leitungen am 12. März 2022 teilweise repariert und die Stromversorgung am nächsten Tag vollständig wiederhergestellt.
Die russischen Soldaten sollen mit ihren Stiefeln ohne Sicherheitsmaßnahmen Staub von außen in Kraftwerksgebäude hinein getragen haben. Am 31. März 2022 meldete das ukrainische Staatsunternehmen Energoatom, dass die russischen Streitkräfte sich aus dem Reaktorgelände und der Umgebung zurückgezogen hätten. Bei Soldaten sei die Strahlenkrankheit aufgetreten und habe Panik verursacht. Die IAEO erklärte, dass sie die ukrainischen Angaben bislang nicht bestätigen könne.
Die Techniker und Wissenschaftler wurden beim Abzug gezwungen, ein Dokument zu unterschreiben, keine Ansprüche an Russland zu erheben. Ausrüstung und persönliches Material waren geplündert worden, ebenso Technik und Laboratorien sowie Proben. Containerweise sei hochtechnologische Reparaturausrüstung von den Russen abtransportiert worden. Die Daten der jahrelangen Überwachung im EcoCenter sind mit den lokalen Datenträgern entfernt worden.
Rafael Grossi besuchte am 26. April 2022, dem 36. Jahrestag des Unfalls, als dritter Generaldirektor der IAEO nach Hans Blix im Jahr 1986 und Yukiya Amano im Jahr 2011 das Kernkraftwerk. Die IAEO überprüfte die Strahlungswerte, die während der russischen Besetzung angestiegen und nun wieder auf den Normalwert zurückgegangen waren und unterstützte die Ukrainer bei der Reparatur von Fernüberwachungssystemen, die von den russischen Streitkräften außer Betrieb gesetzt worden waren. Diese waren notwendig, um die Strahlungswerte in der Sperrzone vom Hauptsitz der Organisation in Wien aus zu überwachen. Im Januar 2023 beschloss die IAEO, mit eigenen Expertenteams an allen ukrainischen Atomkraftwerken präsent zu sein, um das Risiko schwerer Unfälle während des Krieges zu verringern.

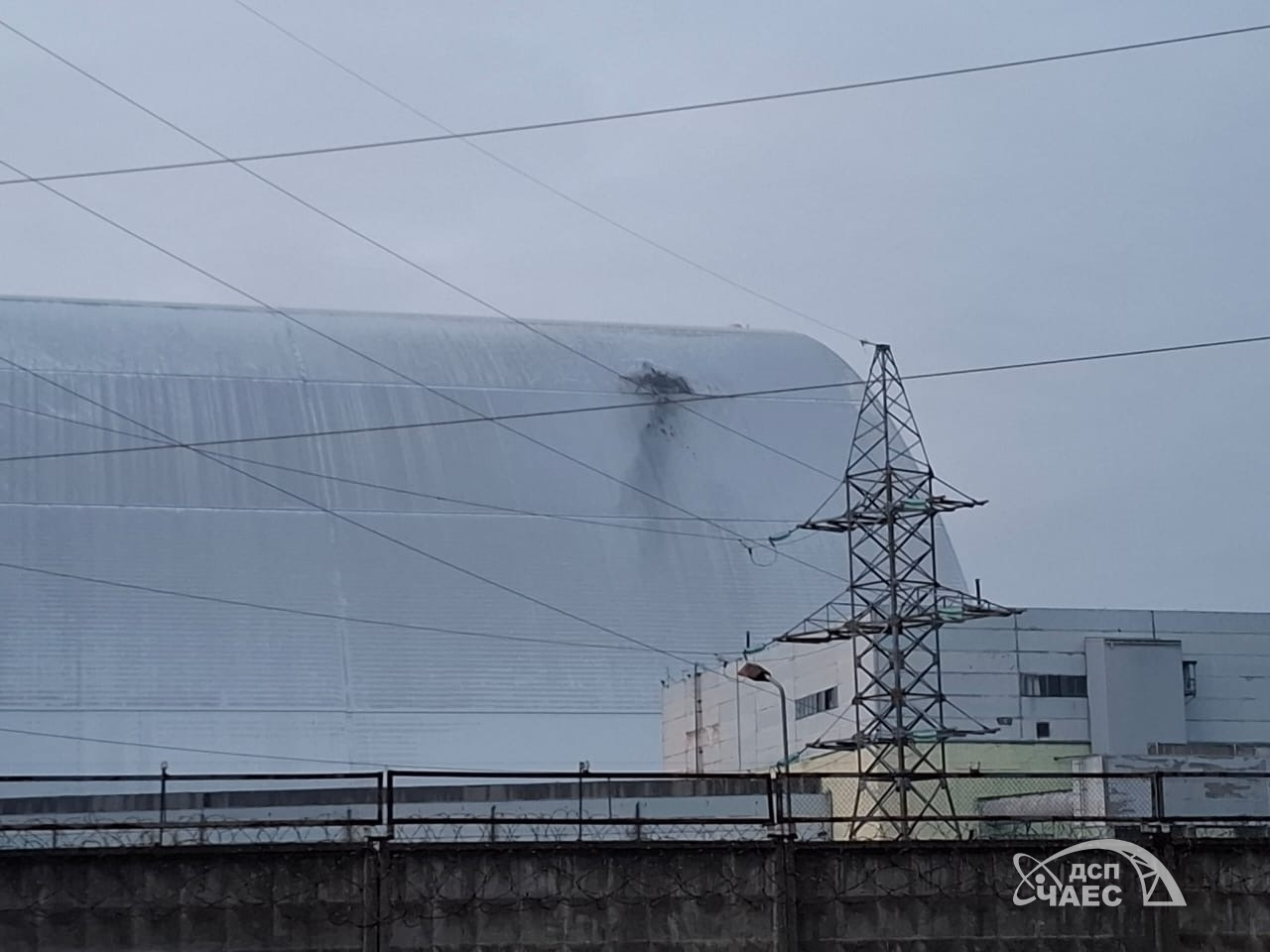
Beschädigte Schutzhülle am 14. Februar 2025

An der Schützhülle über dem zerstörten Block 4 des Kernkraftwerkes Tschernobyl kam es am 14. Februar 2025 nach Angaben der IAEA zu einer Explosion. Die Ursache dafür war nach Angaben des ukrainischen Präsidenten Wolodymyr Selenskyj ein russischer Drohnenangriff. Die Drohne habe die Ummantelung des zerstörten Kraftwerksblocks getroffen und ein Feuer ausgelöst, das jedoch gelöscht werden konnte. Auf Fotos der betroffenen Stelle ist ein Loch in der Schutzhülle zu sehen. Der Sarkophag sei laut Selenskyj bei dem Einschlag erheblich beschädigt worden. Die Strahlenbelastung habe Stand Freitagmorgen, den 14. Februar 2025 jedoch nicht zugenommen.
Der Einschlag der russischen Kampfdrohne am 14. Februar 2025 in die Schutzhülle hat diese schwerer beschädigt als zunächst angenommen. Bei der 2019 für über 2 Mrd. Euro fertiggestellten Schutzhülle wurde von der Drohne sowohl die äußere als auch die innere Wand der Schutzhülle durchschlagen als auch eine Kunststoffmembran in Brand gesetzt, die sich an der äußeren Hülle zwischen Schichten anderen Materials befand. Um den Schwelbrand zu löschen, mussten Löcher in die äußere Hülle geschnitten werden. Eine vollständige Reparatur wäre zwar wahrscheinlich möglich, sagte der Betriebsleiter Artem Siryj, doch die finanziellen Mittel dafür dürften kaum aufzubringen sein. Zwischen beiden Hüllen herrschte ursprünglich ein Überdruck. der verhinderte, dass hochradioaktive Partikel die Außenwand der Schutzhülle erreichen konnten. Spezialisten halten es jedoch für möglich wenigstens die innere Schutzhülle wieder abzudichten. Möglicherweise kann damit noch 2025 begonnen werden. Der Einschlag einer Kampfdrohne war bei der Konstruktion nicht berücksichtigt worden, da damit niemand gerechnet hatte. Die Investition in Milliardenhöhe für die Schutzhülle wurde dadurch teilweise zunichtegemacht. Der innere Sarkophag von 1986 ist inzwischen zunehmend baufällig. Ein teilweiser Einsturz könnte unkontrolliert eine hochradioaktive Staubwolke freisetzen.